# Campeonato Mundial de Fórmula 1 de 1984
Temporada de Fórmula 1 de 1984 foi a 35.ª realizada pela FIA, decorrendo de 25 de março a 21 de outubro de 1984, com 16 corridas.
Esta temporada entrou para a história da Fórmula 1 como a mais acirrada de todos os tempos. Apenas meio ponto separou o campeão, o austríaco Niki Lauda, da equipe McLaren, do segundo colocado, o francês Alain Prost, também da McLaren. O mais irônico é que Prost, que se tornaria o arquirrival de Ayrton Senna alguns anos mais tarde, poderia ter assegurado o título caso não tivesse pedido a interrupção do GP de Mônaco, por causa da chuva. O piloto venceu a prova, mas recebeu apenas metade dos pontos. Se a vontade de Senna tivesse prevalecido e a corrida fosse disputada até o fim, Alain teria recebido mais pontos, mesmo se terminasse em segundo.

## Pilotos e Construtores
| Campeão             | Vice-campeão        | 3º Lugar        |
|                     |                     |                 |
| Niki Lauda          | Alain Prost         | Elio de Angelis |
| McLaren-TAG/Porsche | McLaren-TAG/Porsche | Lotus-Renault   |

| Equipe                          | Construtor     | Chassis | Motor                        | Pneus | No | Piloto             | Rodadas       | Piloto(s) de teste                                         |
| ------------------------------- | -------------- | ------- | ---------------------------- | ----- | -- | ------------------ | ------------- | ---------------------------------------------------------- |
| MRD International               | Brabham-BMW    | BT53    | BMW M12/13 1.5 L4 turbo      | M     | 1  | Nelson Piquet      | Todas         | Paolo Barilla                                              |
| MRD International               | Brabham-BMW    | BT53    | BMW M12/13 1.5 L4 turbo      | M     | 2  | Teo Fabi           | 1-5, 8, 10-15 | Paolo Barilla                                              |
| MRD International               | Brabham-BMW    | BT53    | BMW M12/13 1.5 L4 turbo      | M     | 2  | Corrado Fabi       | 6-7, 9        | Paolo Barilla                                              |
| MRD International               | Brabham-BMW    | BT53    | BMW M12/13 1.5 L4 turbo      | M     | 2  | Manfred Winkelhock | 16            | Paolo Barilla                                              |
| Tyrrell Racing Organisation     | Tyrrell-Ford   | 012     | Ford Cosworth DFY 3.0 V8     | G     | 3  | Martin Brundle     | 1-9           | n/a                                                        |
| Tyrrell Racing Organisation     | Tyrrell-Ford   | 012     | Ford Cosworth DFY 3.0 V8     | G     | 3  | Stefan Johansson   | 10-13         | n/a                                                        |
| Tyrrell Racing Organisation     | Tyrrell-Ford   | 012     | Ford Cosworth DFY 3.0 V8     | G     | 4  | Stefan Bellof      | 1-10, 12-13   | n/a                                                        |
| Tyrrell Racing Organisation     | Tyrrell-Ford   | 012     | Ford Cosworth DFY 3.0 V8     | G     | 4  | Mike Thackwell     | 11            | n/a                                                        |
| Williams Grand Prix Engineering | Williams-Honda | FW09    | Honda RA164E 1.5 V6 turbo    | G     | 5  | Jacques Laffite    | 1-8           | n/a                                                        |
| Williams Grand Prix Engineering | Williams-Honda | FW09    | Honda RA164E 1.5 V6 turbo    | G     | 6  | Keke Rosberg       | 1-8           | n/a                                                        |
| Williams Grand Prix Engineering | Williams-Honda | FW09B   | Honda RA164E 1.5 V6 turbo    | G     | 5  | Jacques Laffite    | 9-16          | n/a                                                        |
| Williams Grand Prix Engineering | Williams-Honda | FW09B   | Honda RA164E 1.5 V6 turbo    | G     | 6  | Keke Rosberg       | 9-16          | n/a                                                        |
| Marlboro McLaren International  | McLaren-TAG    | MP4/2   | TAG Porsche P01 1.5 V6 turbo | M     | 7  | Alain Prost        | Todas         | n/a                                                        |
| Marlboro McLaren International  | McLaren-TAG    | MP4/2   | TAG Porsche P01 1.5 V6 turbo | M     | 8  | Niki Lauda         | Todas         | n/a                                                        |
| Skoal Bandit Formula 1 Team     | RAM-Hart       | 01 02   | Hart 415T 1.5 L4 turbo       | P     | 9  | Philippe Alliot    | Todas         | n/a                                                        |
| Skoal Bandit Formula 1 Team     | RAM-Hart       | 01 02   | Hart 415T 1.5 L4 turbo       | P     | 10 | Jonathan Palmer    | 1-6, 8-16     | n/a                                                        |
| Skoal Bandit Formula 1 Team     | RAM-Hart       | 01 02   | Hart 415T 1.5 L4 turbo       | P     | 10 | Mike Thackwell     | 7             | n/a                                                        |
| John Player Team Lotus          | Lotus-Renault  | 95T     | Renault EF4B 1.5 V6 turbo    | G     | 11 | Elio de Angelis    | Todas         | Johnny Dumfries                                            |
| John Player Team Lotus          | Lotus-Renault  | 95T     | Renault EF4B 1.5 V6 turbo    | G     | 12 | Nigel Mansell      | Todas         | Johnny Dumfries                                            |
| Team ATS                        | ATS-BMW        | D7      | BMW M12/13 1.5 L4 turbo      | P     | 14 | Manfred Winkelhock | 1-14          |                                                            |
| Team ATS                        | ATS-BMW        | D7      | BMW M12/13 1.5 L4 turbo      | P     | 14 | Gerhard Berger     | 16            |                                                            |
| Team ATS                        | ATS-BMW        | D7      | BMW M12/13 1.5 L4 turbo      | P     | 31 | Gerhard Berger     | 12, 14-15     |                                                            |
| Equipe Renault Elf              | Renault        | RE50    | Renault EF4 1.5 V6 turbo     | M     | 15 | Patrick Tambay     | Todas         |                                                            |
| Equipe Renault Elf              | Renault        | RE50    | Renault EF4 1.5 V6 turbo     | M     | 16 | Derek Warwick      | Todas         |                                                            |
| Equipe Renault Elf              | Renault        | RE50    | Renault EF4 1.5 V6 turbo     | M     | 33 | Philippe Streiff   | 16            |                                                            |
| Barclay Nordica Arrows BMW      | Arrows-Ford    | A6      | Ford Cosworth DFV 3.0 V8     | G     | 17 | Marc Surer         | 1-3, 5, 7-8   | Hannu Mikkola                                              |
| Barclay Nordica Arrows BMW      | Arrows-Ford    | A6      | Ford Cosworth DFV 3.0 V8     | G     | 18 | Thierry Boutsen    | 1-2, 4        | Hannu Mikkola                                              |
| Barclay Nordica Arrows BMW      | Arrows-BMW     | A7      | BMW M12/13 1.5 L4 turbo      | G     | 17 | Marc Surer         | 4, 6, 9-16    | Hannu Mikkola                                              |
| Barclay Nordica Arrows BMW      | Arrows-BMW     | A7      | BMW M12/13 1.5 L4 turbo      | G     | 18 | Thierry Boutsen    | 3, 5-16       | Hannu Mikkola                                              |
| Toleman Group Motorsport        | Toleman-Hart   | TG183B  | Hart 415 1.5 L4 turbo        | P     | 19 | Ayrton Senna       | 1-4           | John Watson Roberto Moreno Ivan Capelli Manfred Winkelhock |
| Toleman Group Motorsport        | Toleman-Hart   | TG183B  | Hart 415 1.5 L4 turbo        | P     | 20 | Johnny Cecotto     | 1-4           | John Watson Roberto Moreno Ivan Capelli Manfred Winkelhock |
| Toleman Group Motorsport        | Toleman-Hart   | TG184   | Hart 415 1.5 L4 turbo        | M     | 19 | Ayrton Senna       | 5-13, 15-16   | John Watson Roberto Moreno Ivan Capelli Manfred Winkelhock |
| Toleman Group Motorsport        | Toleman-Hart   | TG184   | Hart 415 1.5 L4 turbo        | M     | 19 | Stefan Johansson   | 14            | John Watson Roberto Moreno Ivan Capelli Manfred Winkelhock |
| Toleman Group Motorsport        | Toleman-Hart   | TG184   | Hart 415 1.5 L4 turbo        | M     | 20 | Johnny Cecotto     | 5-10          | John Watson Roberto Moreno Ivan Capelli Manfred Winkelhock |
| Toleman Group Motorsport        | Toleman-Hart   | TG184   | Hart 415 1.5 L4 turbo        | M     | 20 | Pierluigi Martini  | 14            | John Watson Roberto Moreno Ivan Capelli Manfred Winkelhock |
| Toleman Group Motorsport        | Toleman-Hart   | TG184   | Hart 415 1.5 L4 turbo        | M     | 20 | Stefan Johansson   | 15-16         | John Watson Roberto Moreno Ivan Capelli Manfred Winkelhock |
| Spirit Racing                   | Spirit-Hart    | 101     | Hart 415T 1.5 L4 turbo       | P     | 21 | Mauro Baldi        | 1-6, 15-16    | Emerson Fittipaldi Fulvio Ballabio                         |
| Spirit Racing                   | Spirit-Hart    | 101     | Hart 415T 1.5 L4 turbo       | P     | 21 | Huub Rothengatter  | 7, 9-14       | Emerson Fittipaldi Fulvio Ballabio                         |
| Spirit Racing                   | Spirit-Ford    | 101C    | Ford Cosworth DFV 3.0 V8     | P     | 21 | Huub Rothengatter  | 8             | Emerson Fittipaldi Fulvio Ballabio                         |
| Benetton Team Alfa Romeo        | Alfa Romeo     | 184T    | Alfa Romeo 890T 1.5 V8 turbo | G     | 22 | Riccardo Patrese   | Todas         | n/a                                                        |
| Benetton Team Alfa Romeo        | Alfa Romeo     | 184T    | Alfa Romeo 890T 1.5 V8 turbo | G     | 23 | Eddie Cheever      | Todas         | n/a                                                        |
| Osella Squadra Corse            | Osella         | FA1F    | Alfa Romeo 890T 1.5 V8 turbo | P     | 24 | Piercarlo Ghinzani | Todas         | n/a                                                        |
| Osella Squadra Corse            | Osella         | FA1F    | Alfa Romeo 890T 1.5 V8 turbo | P     | 30 | Jo Gartner         | 10-16         | n/a                                                        |
| Osella Squadra Corse            | Osella         | FA1E    | Alfa Romeo 1260 3.0 V12      | P     | 30 | Jo Gartner         | 4             | n/a                                                        |
| Ligier Loto                     | Ligier-Renault | JS23    | Renault EF4 1.5 V6 turbo     | M     | 25 | François Hesnault  | Todas         | n/a                                                        |
| Ligier Loto                     | Ligier-Renault | JS23    | Renault EF4 1.5 V6 turbo     | M     | 26 | Andrea De Cesaris  | 1-14          | n/a                                                        |
| Ligier Loto                     | Ligier-Renault | JS23B   | Renault EF4 1.5 V6 turbo     | M     | 26 | Andrea De Cesaris  | 15-16         | n/a                                                        |
| Scuderia Ferrari                | Ferrari        | 126C4   | Ferrari 031 1.5 V6 turbo     | G     | 27 | Michele Alboreto   | Todas         | n/a                                                        |
| Scuderia Ferrari                | Ferrari        | 126C4   | Ferrari 031 1.5 V6 turbo     | G     | 28 | René Arnoux        | Todas         | n/a                                                        |

## Calendário
| Prova | Grande Prêmio       | Data          | Local          |
| ----- | ------------------- | ------------- | -------------- |
| 1     | GP do Brasil        | 25 de março   | Jacarepaguá    |
| 2     | GP da África do Sul | 8 de abril    | Kyalami        |
| 3     | GP da Bélgica       | 29 de abril   | Zolder         |
| 4     | GP de San Marino    | 6 de maio     | Ímola          |
| 5     | GP da França        | 20 de maio    | Dijon-Prenois  |
| 6     | GP de Mônaco        | 3 de junho    | Monte Carlo    |
| 7     | GP do Canadá        | 17 de junho   | Montreal       |
| 8     | GP de Detroit       | 24 de junho   | Detroit        |
| 9     | GP de Dallas        | 8 de julho    | Dallas         |
| 10    | GP da Inglaterra    | 22 de julho   | Brands Hatch   |
| 11    | GP da Alemanha      | 5 de agosto   | Hockenheim     |
| 12    | GP da Áustria       | 19 de agosto  | Österreichring |
| 13    | GP da Holanda       | 26 de agosto  | Zandvoort      |
| 14    | GP da Itália        | 9 de setembro | Monza          |
| 15    | GP da Europa        | 7 de outubro  | Nürburgring    |
| 16    | GP de Portugal      | 21 de outubro | Estoril        |

## Resultados

### Grandes Prêmios
| GP | Grande Prêmio        | Pole Position    | Volta mais rápida | Vencedor         | Equipe              | Descrição |
| -- | -------------------- | ---------------- | ----------------- | ---------------- | ------------------- | --------- |
| 1  | GP do Brasil         | Elio de Angelis  | Alain Prost       | Alain Prost      | McLaren-TAG Porsche | Detalhes  |
| 2  | GP da África do Sul  | Nelson Piquet    | Patrick Tambay    | Niki Lauda       | McLaren-TAG Porsche | Detalhes  |
| 3  | GP da Bélgica        | Michele Alboreto | René Arnoux       | Michele Alboreto | Ferrari             | Detalhes  |
| 4  | GP de San Marino     | Nelson Piquet    | Nelson Piquet     | Alain Prost      | McLaren-TAG Porsche | Detalhes  |
| 5  | GP da França         | Patrick Tambay   | Alain Prost       | Niki Lauda       | McLaren-TAG Porsche | Detalhes  |
| 6  | GP de Mônaco         | Alain Prost      | Ayrton Senna      | Alain Prost      | McLaren-TAG Porsche | Detalhes  |
| 7  | GP do Canadá         | Nelson Piquet    | Nelson Piquet     | Nelson Piquet    | Brabham-BMW         | Detalhes  |
| 8  | GP de Detroit        | Nelson Piquet    | Derek Warwick     | Nelson Piquet    | Brabham-BMW         | Detalhes  |
| 9  | GP de Dallas         | Nigel Mansell    | Niki Lauda        | Keke Rosberg     | Williams-Honda      | Detalhes  |
| 10 | GP da Grã-Bretanha   | Nelson Piquet    | Niki Lauda        | Niki Lauda       | McLaren-TAG Porsche | Detalhes  |
| 11 | GP da Alemanha       | Alain Prost      | Alain Prost       | Alain Prost      | McLaren-TAG Porsche | Detalhes  |
| 12 | GP da Áustria        | Nelson Piquet    | Niki Lauda        | Niki Lauda       | McLaren-TAG Porsche | Detalhes  |
| 13 | GP dos Países Baixos | Alain Prost      | René Arnoux       | Alain Prost      | McLaren-TAG Porsche | Detalhes  |
| 14 | GP da Itália         | Nelson Piquet    | Niki Lauda        | Niki Lauda       | McLaren-TAG Porsche | Detalhes  |
| 15 | GP da Europa         | Nelson Piquet    | Nelson Piquet     | Alain Prost      | McLaren-TAG Porsche | Detalhes  |
| 16 | GP de Portugal       | Nelson Piquet    | Niki Lauda        | Alain Prost      | McLaren-TAG Porsche | Detalhes  |

### Pilotos
| Pos | Piloto             | BRA | RSA | BEL | SMR | FRA | MON | CAN | DET | DAL | GBR | GER | AUT | NED | ITA | EUR | POR | Pontos |
| --- | ------------------ | --- | --- | --- | --- | --- | --- | --- | --- | --- | --- | --- | --- | --- | --- | --- | --- | ------ |
| 1   | Niki Lauda         | Ret | 1   | Ret | Ret | 1   | Ret | 2   | Ret | Ret | 1   | 2   | 1   | 2   | 1   | 4   | 2   | 72     |
| 2   | Alain Prost        | 1   | 2   | Ret | 1   | 7   | 1   | 3   | 4   | Ret | Ret | 1   | Ret | 1   | Ret | 1   | 1   | 71.5   |
| 3   | Elio de Angelis    | 3   | 7   | 5   | 3   | 5   | 51  | 4   | 2   | 3   | 4   | Ret | Ret | 4   | Ret | Ret | 5   | 34     |
| 4   | Michele Alboreto   | Ret | 11  | 1   | Ret | Ret | 61  | Ret | Ret | Ret | 5   | Ret | 3   | Ret | 2   | 2   | 4   | 30.5   |
| 5   | Nelson Piquet      | Ret | Ret | 9   | Ret | Ret | Ret | 1   | 1   | Ret | 7   | Ret | 2   | Ret | Ret | 3   | 6   | 29     |
| 6   | René Arnoux        | Ret | Ret | 3   | 2   | 4   | 31  | 5   | Ret | 2   | 6   | 6   | 7   | 11  | Ret | 5   | 9   | 26.5   |
| 7   | Derek Warwick      | Ret | 3   | 2   | 4   | Ret | Ret | Ret | Ret | Ret | 2   | 3   | Ret | Ret | Ret | 11  | Ret | 23     |
| 8   | Keke Rosberg       | 2   | Ret | 4   | Ret | 6   | 41  | Ret | Ret | 1   | Ret | Ret | Ret | 8   | Ret | Ret | Ret | 21     |
| 9   | Ayrton Senna       | Ret | 6   | 6   | NQ  | Ret | 21  | 7   | Ret | Ret | 3   | Ret | Ret | Ret |     | Ret | 3   | 13     |
| 10  | Nigel Mansell      | Ret | Ret | Ret | Ret | 3   | Ret | 6   | Ret | 6   | Ret | 4   | Ret | 3   | Ret | Ret | Ret | 13     |
| 11  | Patrick Tambay     | 5   | Ret | 7   | Ret | 2   | Ret | WD  | Ret | Ret | 8   | 5   | Ret | 6   | Ret | Ret | 7   | 11     |
| 12  | Teo Fabi           | Ret | Ret | Ret | Ret |     |     |     | 3   |     |     | Ret | 4   | 5   | Ret | Ret |     | 9      |
| 13  | Riccardo Patrese   | Ret | 4   | Ret | Ret | Ret | Ret | Ret | Ret | Ret | 12  | Ret | 10  | Ret | 3   | 6   | 8   | 8      |
| 14  | Jacques Laffite    | Ret | Ret | Ret | Ret | 8   | 8   | Ret | 5   | 4   | Ret | Ret | Ret | Ret | Ret | Ret | 14  | 5      |
| 15  | Thierry Boutsen    | 6   | 12  | Ret | 5   | 11  | NQ  | Ret | Ret | Ret | Ret | Ret | 5   | Ret | 10  | 9   | Ret | 5      |
| 16  | Eddie Cheever      | 4   | Ret | Ret | 7   | Ret | NQ  | 11  | Ret | Ret | Ret | Ret | Ret | 13  | 9   | Ret | 17  | 3      |
| 17  | Stefan Johansson   |     |     |     |     |     |     |     |     |     | DSQ | DSQ | NQ  | DSQ | 4   | Ret | 11  | 3      |
| 18  | Andrea de Cesaris  | Ret | 5   | Ret | 6   | 10  | Ret | Ret | Ret | Ret | 10  | 7   | Ret | Ret | Ret | 7   | 12  | 3      |
| 19  | Piercarlo Ghinzani | Ret | WD  | Ret | NQ  | 12  | 7   | Ret | Ret | 5   | 9   | Ret | Ret | Ret | 7   | Ret | Ret | 2      |
| 20  | Marc Surer         | 7   | 9   | 8   | Ret | Ret | NQ  | Ret | Ret | Ret | 11  | Ret | 6   | Ret | Ret | Ret | Ret | 1      |
| 21  | Jo Gartner         |     |     |     | Ret |     |     |     |     |     | Ret | Ret | Ret | 12  | 52  | Ret | 16  | 0      |
| 22  | Gerhard Berger     |     |     |     |     |     |     |     |     |     |     |     | 12  |     | 62  | Ret | 13  | 0      |
| 23  | François Hesnault  | Ret | 10  | Ret | Ret |     | Ret | Ret | Ret | Ret | Ret | 8   | 8   | 7   | Ret | 10  | Ret | 0      |
| 24  | Corrado Fabi       |     |     |     |     | 9   | Ret | Ret |     | 7   | Ret |     |     |     |     |     |     | 0      |
| 25  | Mauro Baldi        | Ret | 8   | Ret | 8   | Ret | NQ  |     |     |     |     |     |     |     |     | 8   | 15  | 0      |
| 26  | Manfred Winkelhock | DSQ | Ret | Ret | Ret | Ret | Ret | 8   | Ret | 8   | Ret | Ret |     | Ret | DNS |     | 10  | 0      |
| 27  | Jonathan Palmer    | 8   | Ret | 10  | 9   | 13  | NQ  |     | Ret | Ret | Ret | Ret | 9   | 9   | Ret | Ret | Ret | 0      |
| 28  | Huub Rothengatter  |     |     |     |     |     |     | NC  | NQ  | Ret | NC  | 9   | NC  | Ret | 8   |     |     | 0      |
| 29  | Johnny Cecotto     | Ret | Ret | Ret | NC  | Ret | Ret | 9   | Ret | Ret | NQ  |     |     |     |     |     |     | 0      |
| 30  | Philippe Alliot    | Ret | Ret | NQ  | Ret | Ret | NQ  | 10  | Ret |     | Ret | Ret | 11  | 10  | Ret | Ret | Ret | 0      |
| 31  | Mike Thackwell     |     |     |     |     |     |     | Ret |     |     |     | NQ  |     |     |     |     |     | 0      |
| 32  | Philippe Streiff   |     |     |     |     |     |     |     |     |     |     |     |     |     |     |     | Ret | 0      |
| -   | Pierluigi Martini  |     |     |     |     |     |     |     |     |     |     |     |     |     | NQ  |     |     | -      |
| -   | Martin Brundle     | DSQ | Ret | DSQ | DSQ | DSQ | NQ  | DSQ | DSQ | NQ  |     |     |     |     |     |     |     | -      |
| -   | Stefan Bellof      | DSQ | Ret | DSQ | DSQ | DSQ | DSQ | DSQ | DSQ | Ret | DSQ |     | DSQ | DSQ |     |     |     | -      |
| Pos | Piloto             | BRA | RSA | BEL | SMR | FRA | MON | CAN | DET | DAL | GBR | GER | AUT | NED | ITA | EUR | POR | Pontos |

| Cor        | Resultado             |
| ---------- | --------------------- |
| Ouro       | Vencedor              |
| Prata      | 2.º lugar             |
| Bronze     | 3.º lugar             |
| Verde      | Terminou, nos pontos  |
| Azul       | Terminou, sem pontos  |
| Púrpura    | Ret – Retirou-se      |
| Vermelho   | NQ – Não qualificado  |
| Preto      | DSQ – Desqualificado  |
| Branco     | NL – Não largou       |
| Branco     | C – Corrida cancelada |
| Azul claro | AT – Apenas Treino    |
| Sem cor    | NP – Não participou   |
| Sem cor    | Les – Lesionado       |
| Sem cor    | EX – Excluído         |

### Construtores
| Pos | Construtor | Chassis | Motor                        | Pneu | GPs | Vitórias | Pódios | Poles | Subtotal de Pontos | Total de Pontos |
| --- | ---------- | ------- | ---------------------------- | ---- | --- | -------- | ------ | ----- | ------------------ | --------------- |
| 1   | McLaren    | MP4/2   | TAG Porsche TTE P01 V6 Turbo | M    | 16  | 12       | 18     | 3     | 143,5              | 143,5           |
| 2   | Ferrari    | 126C4   | Ferrari 031 V6 Turbo         | G    | 16  | 1        | 7      | 1     | 57,5               | 57,5            |
| 3   | Lotus      | 95T     | Renault EF4 V6 Turbo         | G    | 16  |          | 6      | 2     | 47                 | 47              |
| 4   | Brabham    | BT53    | BMW M12/13 L4 Turbo          | M    | 16  | 2        | 5      | 9     | 38                 | 38              |
| 5   | Renault    | RE50    | Renault EF4 V6 Turbo         | M    | 16  |          | 5      | 1     | 34                 | 34              |
| 6   | Williams   | FW09    | Honda RA164E V6 Turbo        | G    | 9   | 1        | 2      |       | 25,5               | 25,5            |
| 6   | Williams   | FW09B   | Honda RA164E V6 Turbo        | G    | 7   |          |        |       |                    | 25,5            |
| 7   | Toleman    | TG183B  | Hart 415T L4 Turbo           | P    | 4   |          |        |       | 2                  | 16              |
| 7   | Toleman    | TG184   | Hart 415T L4 Turbo           | M    | 12  |          | 3      |       | 14                 | 16              |
| 8   | Alfa Romeo | 184T    | Alfa Romeo 890T V8 Turbo     | G    | 16  |          | 1      |       | 11                 | 11              |
| 9   | Ligier     | JS23    | Renault EF4 V6 Turbo         | M    | 16  |          |        |       | 3                  | 3               |
| 9   | Ligier     | JS23B   | Renault EF4 V6 Turbo         | M    | 2   |          |        |       |                    | 3               |
| 10  | Arrows     | A6      | Ford Cosworth DFV V8         | G    | 8   |          |        |       | 3                  | 3               |
| 11  | Arrows     | A7      | BMW M12/13 L4 Turbo          | G    | 14  |          |        |       | 3                  | 3               |
| 12  | Osella     | FA1E    | Alfa Romeo 1260 V12          | P    | 1   |          |        |       |                    | 0               |
| 12  | Osella     | FA1F    | Alfa Romeo 890T V8 Turbo     | P    | 16  |          |        |       | 0                  | 0               |
| 13  | ATS        | D7      | BMW M12/13 L4 Turbo          | P    | 16  |          |        |       | 0                  | 0               |
| 14  | Spirit     | 101     | Hart 415T L4 Turbo           | P    | 15  |          |        |       | 0                  | 0               |
| 15  | RAM        | 01      | Hart 415T L4 Turbo           | P    | 2   |          |        |       | 0                  | 0               |
| 15  | RAM        | 02      | Hart 415T L4 Turbo           | P    | 16  |          |        |       | 0                  | 0               |
| -   | Spirit     | 101     | Ford Cosworth DFV V8         | P    | 1   |          |        |       | NQ                 | NQ              |
| DSQ | Tyrrell3   | 012     | Ford Cosworth DFY V8         | G    | 13  |          |        |       | DSQ                | DSQ             |